# Bezzia vitilevuensis
Bezzia vitilevuensis är en tvåvingeart som beskrevs av Wirth och Giles 1990. Bezzia vitilevuensis ingår i släktet Bezzia och familjen svidknott.
Artens utbredningsområde är Fiji. Inga underarter finns listade i Catalogue of Life.